# (21363) Jotwani
(21363) Jotwani es un asteroide perteneciente al cinturón de asteroides, descubierto el 30 de abril de 1997 por el equipo del Lincoln Near-Earth Asteroid Research desde el Laboratorio Lincoln, Socorro, Nuevo México.

## Designación y nombre
Designado provisionalmente como 1997 HX11. Fue nombrado en honor de Pooja Sunil Jotwani (n. 1987) quien fue finalista en Intel Science Talent Search en 2005, una competencia científica para estudiantes del último año de secundaria, por su proyecto de ciencia de los materiales. Asiste a la escuela secundaria Charles W. Flanagan, Pembroke Pines, Florida.

## Características orbitales
(21363) Jotwani está situado a una distancia media del Sol de 2,973 ua, pudiendo alejarse hasta 3,082 ua y acercarse hasta 2,863 ua. Su excentricidad es 0,037 y la inclinación orbital 9,872 grados. Emplea 1872,07 días en completar una órbita alrededor del Sol.
Los próximos acercamientos a la órbita de Júpiter ocurrirán el 22 de febrero de 2117, el 17 de abril de 2153 y el 3 de junio de 2189.

## Características físicas
La magnitud absoluta de (21363) Jotwani es 14,79. 